# Galaxia espiral M95

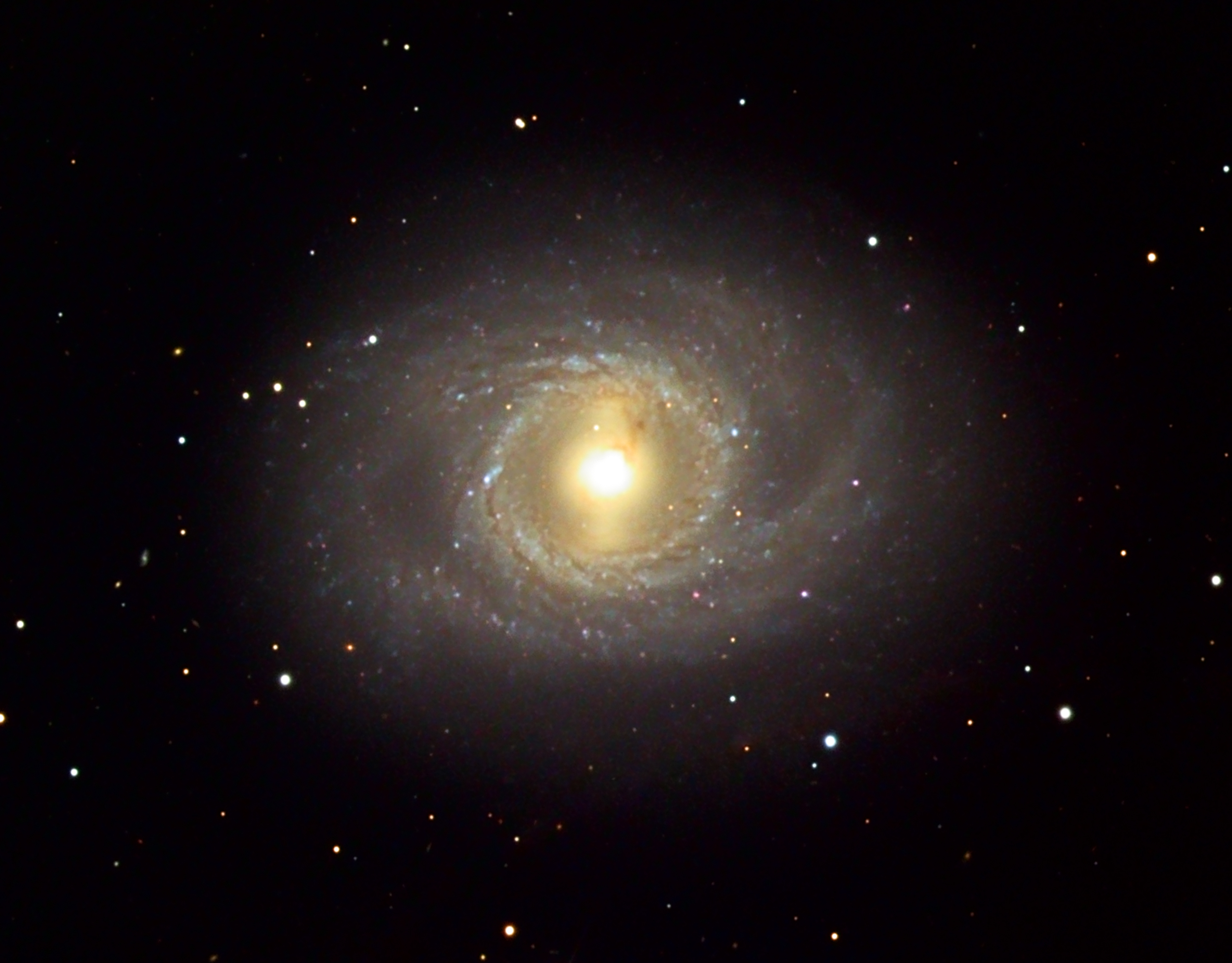
M95.

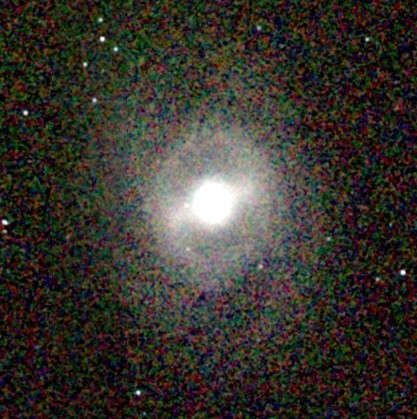
M95 pr el 2MASS.

Messier 95 (también conocido como M95 o NGC 3351) es una galaxia espiral barrada a unos 38 millones de años luz[cita requerida] en la constelación Leo. Fue descubierta por Pierre Méchain en 1781 y catalogada por Charles Messier 4 días después. Es una galaxia con brote estelar, con una elevada tasa de formación estelar en su núcleo concentrada en un anillo alrededor de este que alberga cierta cantidad de cúmulos estelares jóvenes de gran masa. En marzo de 2012 se confirmó una nueva supernova de Tipo II en M95, catalogada como SN 2012aw.
En una noche medianamente despejada y con unos prismáticos del orden de 10x50 y 20x50, es posible observarla como un pequeño parche de luz, pero su magnitud  nos dificultará bastante la tarea.